# Matilda av Schwaben
Matilda av Schwaben, född 988, död 1032, var en tysk adelskvinna, hertiginna av Kärnten 1004–1011 som gift med hertig Konrad I av Kärnten, och hertiginna av Övre Lothringen 1019–1026 som gift med hertig Fredrik II av Övre Lothringen. 
Hon är känd för sin politiska verksamhet. Mellan 1024 och 1030 tillhörde hon en av de främsta motståndarna till Konrad II; hon stödde sin son Konrad II av Kärnten kandidatur till kejsarvalet 1024, och bedrev de följande åren en kampanj mot sin sons rival kejsar Konrad II i samarbete med Polens kung.